# Legiuirea Caragea
Legiuirea Caragea este primul cod de legi al Tării Românești fiind promulgat în anul 1818 pe vremea domneiei domnitorului fanariot Ioan Gheorghe Caragea (1812-1818). Prin acesta se stabileau noi taxe feudale pentru țărani, iar femeile erau excluse din viața politică.

## Condițiile premergătoare adoptării Legiuirii Caragea
Prin acest cod de legi, domnitorul fanariot al Țării Românești, Ioan Gheorghe Caradja (prin naturalizare, devenit Ioan Gheorghe Caragea) a dorit să înlăture neajunsurile dreptului nescris, dar și pe cele ale dreptului scris, în vigoare la acea vreme: legile și hrisoavele domnești, de până atunci, cuprinzând „dispoziții prea puține, nedesăvârște și nedestoinice, [pentru] a cumpăni dreptatea fiecăruia”.
Ioan Caragea, care avea o educație aleasă, dorea să se alinieze mișcării de înnoire juridică din țările vecine (de exemplu în Moldova, apăruse în 1814, „Adunarea de legi” scrisă de Andronache Donici).